# Słoweński Związek Górski
Słoweński Związek Górski (słoweń. Planinska zveza Slovenije – PZS) – ochotniczy związek towarzystw, który zapewnia warunki dla turystyki górskiej w Słowenii i na arenie międzynarodowej. Jest między najliczniejszymi organizacjami pozarządowymi w Słowenii i najliczniejszą organizacją sportową. PZS 19 lipca 2011 jako jedna z pierwszych wpisała się do rejestru organizacji ochotniczych zgodnie z przyjętym w lutym 2011 prawem o wolontariacie.
Do PZS pod koniec 2011 należało 269 stowarzyszeń, które miały razem 58 389 członków w różnym wieku. Zajmuje się 1 664 szlakami górskimi o łącznej długości ponad 9 000 km, z czego 78 szlaków jest pętlami.
Jest spadkobiercą Słoweńskiego Towarzystwa Górskiego (Slovensko planinsko društvo), które zostało założone 27 lutego 1893 w Lublanie.
PZS wypełnia swoje obowiązki pod przewodnictwem prezesa i trzech wiceprezesów, zaś wyspecjalizowane zadania także z pomocą kilku komisji: gospodarczej, ds. alpinizmu, ds. wypraw w góry zagraniczne, ds. szlaków górskich, ds. wspinaczki sportowej, ds. zawodów skitourowych, ds. kolarstwa górskiego, ds. szkolenia i profilaktyki, ds. ochrony górskiej przyrody, komisji przewodnickiej i młodzieżowej oraz kilku zarządów itp.
PZS jest autorem i wykonawcą 25 programów specjalistycznego szkolenia. Programy są przeznaczone dla: mentorów grup górskich, instruktorów orienteeringu, opiekunów górskiej przyrody, przewodników PZS, prowadzących w warunkach śnieżnych, przewodników kolarskich, alpinistów, znakarzy, trenerów wspinaczki sportowej i instruktorów wszystkich rodzajów.
PZS zajmuje się też działalnością alpinistyczną i zawodami sportowymi (wspinaczka sportowa, wspinaczka lodowa, narciarstwo tourowe i górskie biegi na orientację), ma też słoweńską młodzieżową reprezentację alpinistyczną (SMAR).
W ramach Wydawnictwa Górskiego wydaje mapy górskie i przewodniki, literaturę specjalistyczną i beletrystyczną oraz miesięcznik Planinski vestnik, który jest kulturalnym, specjalistycznym i popularnonaukowym organem PZS i jest najstarszym słoweńskim magazynem (po raz pierwszy został wydany już w 1895).

## Status organizacji humanitarnej
Dzięki swojemu programowi pracy na polu prewencji, zapewniania bezpieczeństwa w górach i pomocy i pomocy osobom ze specjalnymi potrzebami oraz współpracy ze stowarzyszeniami kardiologów i onkologów PZS otrzymał w 2008 status organizacji humanitarnej, który przyznało Ministerstwo Zdrowia.

## Status stowarzyszenia pożytku publicznego
Jako część społeczeństwa obywatelskiego PZS ma status stowarzyszenie, które działa w interesie publicznym na polu:
- sportu (2007),
- ochrony przyrody (2007),
- działalności humanitarnej (2008),
- zabezpieczenia przed klęskami naturalnymi i innymi (2010).

## Członkostwo w organizacjach
Słoweński Związek Górski jest członkiem:
- Słoweńskiego Komitetu Olimpijskiego – Zrzeszenia Związków Sportowych (OKS),
- Zrzeszenia Organizacji Stowarzyszeniowych Słowenii (ZDOS),
- Międzynarodowej Federacji Związków Alpinistycznych (UIAA),
- Zrzeszenie Związków Górskich Łuku Alpejskiego (CAA),
- Międzynarodowego Związku Narciarstwa Tourowego (ISMF),
- Międzynarodowej Federacji Wspinaczki Sportowej (IFSC),
- Międzynarodowego zrzeszenia dla wzajemności, które gwarantuje członkom związków górskich jednakową zniżkę przy nocowaniu w schroniskach górskich, jaką gwarantują swoim członkom.
- Europejskiego Stowarzyszenia Turystyki Wędrownej (EWV/ERA),
- Międzynarodowego Komitetu Ratownictwa Alpejskiego (IKAR-CISA) i
- stowarzyszonym członkiem Zrzeszenia Bałkańskich Związków Górskich (BMU).

## Statut Słoweńskiego Związku Górskiego
Statut PZS był przyjęty na podstawie:
- wypełniania zadań, jakie dało Stowarzyszenie Górskie Triglavski prijatelji (Triglavscy Przyjaciele) w 1876 w Bohinju dla założenia towarzystwa z celem „zaciekawienie górskimi wycieczkami budzić i je ułatwiać”,
- założenia Słoweńskiego Towarzystwa Górskiego w 1893 w Lublanie, „by zachować słoweńskie oblicze słoweńskich gór”,
- prawo o stowarzyszeniach.

Ostatni ważny statut był przyjęty 15 kwietnia 2012 i jest wpisany w rejestr stowarzyszeń w Lublanie pod nr 1041.

## Komisje i zarządy
| - Sąd honorowy przy PZS - Komisja gospodarcza - Komisja ds. alpinizmu - Komisja ds. wypraw w góry zagraniczne - Komisja ds. szlaków górskich - Komisja ds. wspinaczki sportowej - Komisja ds. zawodów skitourowych - Komisja ds. szlaków górskich - Komisja ds. szkolenia i prewencji - Komisja ds. ochrony górskiej przyrody - Komisja młodzieżowa | - Rada nadzorcza przy PZS - Ogłoszenia PZS - Rada „Góry i bezpieczeństwo” - Rada ds. członkostwa - Magazyn „Planinski vestnik” - Prawna komisja - Strony internetowe PZS - Komisja przewodnicka - Rada wydawnicza |

## Historia
Niektóre ważniejsze wydarzenia z historii organizacji górskich:
- 1689 Janez Vajkard Valvasor wydaje „Čast in slava vojvodine Kranjske” („Cześć i Sława Kraińskiego Województwa”), gdzie po raz pierwszy opisuje i zapisuje pierwsze znane drogi na niżej położone słoweńskie góry, wzmiankuje też wyższe górskie obszary i szczyty.
- 26 sierpnia 1778 „czterech serdecznych mężczyzn” Luka Korošec, Matevž Kos, Štefan Rožič i Lovrenc Willomitzer jako pierwsi wstępują na szczyt Triglava
- 1870 próba założenia pierwszego słoweńskiego stowarzyszenia górskiego Triglavski prijatelji („Triglavscy Przyjaciele”) w Bohinju.
- 1874 wydany pierwszy regulamin przewodników górskich w Krainie.
- 23 lipca 1892 wycieczka na Stol, podczas której uczestnicy postanawiają założyć Słoweńskie Towarzystwo Górskie.
- 10 stycznia 1893 zatwierdzenie regulaminu Słoweńskiego Towarzystwa Górskiego (SPD).
- 27 stycznia 1893 w Lublanie w gospodzie Malič odbywa się założycielskie zebranie SPD. Pierwszym prezesem zostaje Fran Orožen.
- 1895 SPD zaczyna wydawać Planinski vestnik.
- 6 czerwca 1948 założono w Lublanie nowy związek stowarzyszeń górskich, Słoweński Związek Górski (PZS), Fedor Košir zostaje jego pierwszym prezesem.
- 1951 założono Wydawnictwo Górskie.
- 18 maja 1958 pożar niszczy siedzibię PZS na Likozarjevej ulicy 9 w Lublanie. Zniszczona jest wielka część archiwum PZS.
- 1976 Komisja ds. edukacji i oświaty przy PZS zaczyna edukację przewodników górskich.
- 1984 otwarto w Mojstranie stałą Triglavską Kolekcję Muzealną.
- 26 czerwca 1991 Republika Słowenii ogłasza niepodległość, 2 lipca 1991 zaś PZS urywa wszystkie związki z Jugosłowiańskim Związkiem Górskim (PZJ).
- Wrzesień 1991 PZS jako samodzielny członek zostaje przyjęta do UIAA.
- 1991 PZS przyjmuje regulamin o jednolitej kategoryzacji przewodników PZS.
- 2002 PZS zostaje członkiem Słoweńskiego Komitetu Olimpijskiego – Zrzeszenia Związków Sportowych
- 7 sierpnia 2010 prezydent Danilo Türk uroczyście otwiera Słoweńskie Muzeum Górskie w Mojstranie.